# 維爾紐斯縣
維爾紐斯縣是立陶宛十个县份中最大的一个，位於該國東部。面積9,730平方公里，人口820,511（2020年）。首府維爾紐斯也是該國首都。2010年7月1日，立陶宛撤销了县级行政机构，从此維爾紐斯县仅保留为领土及统计单位。
基於立陶宛和波蘭過往的歷史，現時維爾紐斯縣是波蘭以外最大的波蘭語人口所在地。

## 市镇
维尔纽斯县内有8个市镇：
- 埃萊克特雷奈
- 沙爾奇寧凱區
- 希尔温托斯区
- 什文喬尼斯區
- 特拉凯区
- 烏克梅爾蓋區
- 维尔纽斯市
- 維爾紐斯區